# Peter Pokorný
Peter Pokorný (ur. 8 sierpnia 2001 w Trenczynie) – słowacki piłkarz, grający na pozycji defensywnego pomocnika w słowackim klubie Slovan Bratysława.

## Kariera juniorska
Zaczynał karierę w AS Trenčín, z którego został 1 stycznia 2018 roku przeniesiony do Red Bullu Salzburg.

## Kariera seniorska
1 lipca 2018 roku został wykupiony przez FC Liefering, klubie grającym w II lidze austriackiej. Zadebiutował tam 3 sierpnia 2018 roku w meczu przeciwko SK Vorwärts Steyr, wygranym 4:0.
1 lipca 2019 roku ponownie zakupił go Red Bull Salzburg, ale dzień później powrócił do FC Liefering, tym razem na zasadzie wypożyczenia. Wtedy zaliczył swoją pierwszą asystę. 6 października 2019 roku w meczu przeciwko Austrii Lustenau. Asystował przy golu w 48. minucie na 2:2, ale 11 minut później został wyrzucony z boiska za drugą żółtą kartkę. Łącznie w Liefering rozegrał 37 ligowych meczów i zaliczył 2 asysty.
31 lipca 2020 roku powrócił do Salzburga, rozegrał tam 9 meczów w zespole młodzieżowym.
26 sierpnia 2020 roku został ponownie wypożyczony, tym razem do SKN St. Pölten. Zadebiutował w austriackiej ekstraklasie 29 sierpnia 2020 roku w meczu Pucharu Austrii przeciwko czwartoligowemu ATSV Wolfsberg, wygranym 1:3. Pierwszą asystę zaliczył 3 października 2020 roku w meczu przeciwko Wolfsberger AC, wygranym 2:4. Peter Pokorný asystował przy golu w 37. minucie. Łącznie na tym wypożyczeniu rozegrał 29 ligowych meczów i zaliczył 3 asysty. 
12 czerwca 2021 roku słowackim piłkarzem zainteresowała się Legia Warszawa, która upatrywała w nim następcę Bartosza Slisza, który otrzymał ofertę z innego klubu. Mimo że słowacki zawodnik miał przechodzić testy medyczne, to ostatecznie trafił do Realu Sociedad i podpisał z nim kontrakt do końca czerwca 2024 roku.

## Kariera reprezentacyjna
Peter Pokorný w reprezentacji Słowacji do lat 21 zadebiutował 22 marca 2019 roku w meczu przeciwko Grecji, wygranym 4:3. Wtedy strzelił też swojego pierwszego gola, w 2. minucie trafił do siatki. W dwóch meczach był kapitanem tej drużyny. Łącznie do 27 czerwca 2021 roku rozegrał w tej reprezentacji 14 meczów i strzelił gola.